# Cracu Teiului
Cracu Teiului románul: Cracu Teiului, falu Romániában, a Bánságban, Krassó-Szörény megyében.

## Fekvése
Somosréve közelében fekvő település.

## Története
Cracu Teiului-nak az 1966-os népszámláláskor 56, 1977-ben pedig 116 román lakosa volt.